# Chlidanotinae
De Chlidanotinae zijn een onderfamilie van vlinders in de familie bladrollers (Tortricidae).

## Geslachtengroepen
- Chlidanotini Meyrick, 1906
- Hilarographini Diakonoff, 1977
- Polyorthini Obraztsov, 1966